# José Francisco de Isla
José Francisco de Isla (1703-1781) és un dels escriptors de prosa més rellevants del segle xviii a la literatura castellana. Jesuïta especialitzat en literatura satírica amb fins moralitzants, la seva obra més coneguda és Fray Gerundio de Campazas, on es narra la vida d'un predicador ignorant i hedonista en un escrit que barreja elements de la novel·la picaresca, el costumisme i la crítica al culteranisme. Destaquen també els seus sermons i cartes, on expressa el seu punt de vista reformista sobre la situació de l'Espanya de l'època.
Morí a Bolonya, on s'instal·là després de l'expulsió dels jesuïtes; hi fou enterrat, a l'església de Santa Maria Muratele.